# Dayane Pires da Rocha
Dayane Pires da Rocha (São Paulo, 24 de março de 1991), também conhecida como Dayane Rocha, é uma jogadora de handebol brasileira. Ela atualmente joga pelo Tenerife.

## Carreira
Dayane Rocha, natural de São Paulo, iniciou sua carreira no handebol em São Bernardo do Campo, uma cidade conhecida por sua tradição no esporte. Com a equipe da Metodista, Dayane conquistou o título da Liga Nacional de Handebol logo em sua primeira temporada (2012/13).
Seu desempenho a levou a dar continuidade à sua carreira na Europa, especificamente na Macedônia, onde se juntou ao Vardar, um dos principais clubes do mundo. Sua chegada coincidiu com um período de amplo domínio da equipe no leste europeu.
Durante seus quatro anos no time, Dayane conquistou quatro vezes a Liga Macedônica e a Copa da Macedônia. Além disso, teve um desempenho notável na Champions League, um dos torneios de clubes mais desafiadores do mundo, conquistando três medalhas de bronze.
Em 2017, a jogadora se transferiu para o Molde, na Noruega, onde permaneceu até o início da pandemia. Atualmente, Dayane representa o Tenerife.
Em abril de 2021, ela fez parte da seleção brasileira de handebol feminino em um torneio amistoso na Croácia, que contou com as donas da casa e a atual campeã mundial, Holanda. O Brasil obteve uma vitória convincente sobre a Holanda e sofreu uma derrota para a Croácia, terminando em segundo lugar.
Em julho, nos amistosos da seleção feminina em preparação para os Jogos Olímpicos de Tóquio 2020, Dayane demonstrou um desempenho sólido, o que lhe rendeu a convocação para representar o Brasil nas Olimpíadas. Além disso, seu namorado, José Guilherme Toledo, também foi convocado para a seleção masculina de handebol, marcando um momento significativo para o casal.